# Лиственная улица (Сестрорецк)
Ли́ственная у́лица — улица в городе Сестрорецке Курортного района Санкт-Петербурга. Проходит от Огородной улицы до Никитинской улицы.
Название появилось в начале XX века. Вероятно, связано с «ботанической» темой топонии Канонерки (Парковая, Ботаническая, Зоологическая, Садовая улицы).

## Перекрёстки
- Огородная улица
- Зарубинский переулок
- Дубковский переулок
- Никитинская улица